# جورج بروفتون
جورج بروفتون هو لاعب هوكي جليد كندي، ولد في 7 يناير 1888، وتوفي في 5 أغسطس 1956.